# Notopithecinae
Notopithecinae es una subfamilia de notoungulados del suborden Typotheria, de pequeño tamaño, con dentición completa, sin diastemas y braquiodonte, crecimiento limitado y cierre temprano de las raíces dentales. Presentan en los molares estructuras características como fosetas, cíngulos y lofos (lofodonte). Su registro se encuentra acotado al extremo sur de América del Sur, y desde el punto de vista estratigráfico al Eoceno medio–tardío (edades mamífero Casamayorense y Mustersense). Se especula que fueron herbívoros de hábitos ramoneadores. Ciertas características del esqueleto parecen recordar las de primates lemuriformes del Terciario inferior del Hemisferio Norte, de allí que Florentino Ameghino los denominara "notopitecinos", es decir “monos del sur”(noto=sur;pitecinos=monos). Los notopitecinos se habrían extinguido durante los cambios ambientales de finales del Eoceno.

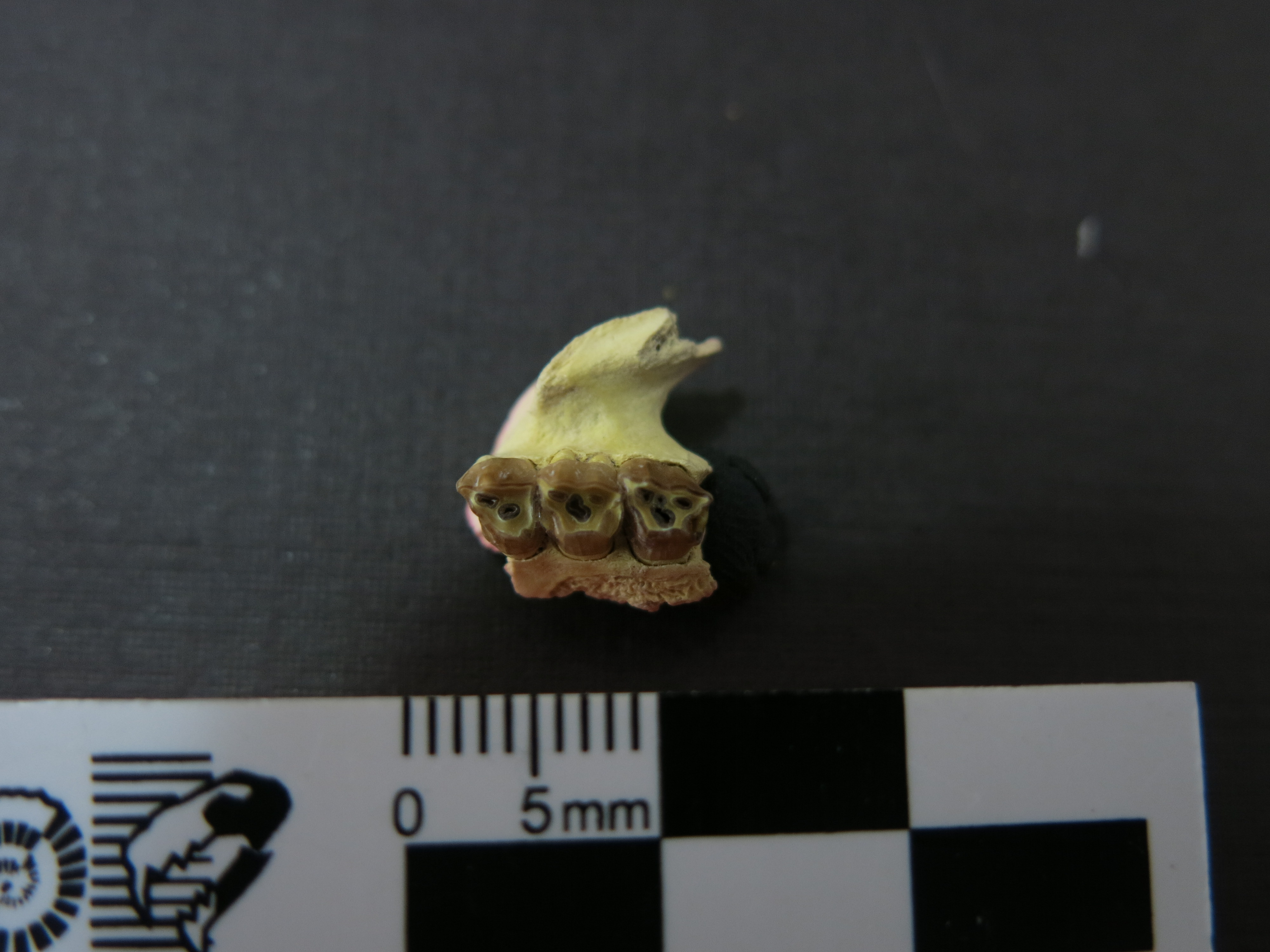
Maxilar parcial de Notopithecus